# Кузьминых, Тамара Гавриловна
Тамара Гавриловна Кузьминых (4 июля 1937, Сосновка, Кировская область — 3 июля 2017, Сыктывкар) — государственный и политический деятель. Депутат Государственной Думы шестого созыва, член фракции «Единая Россия», член комитета Госдумы по труду, социальной политике и делам ветеранов.

## Биография
Родилась 4 июля 1937 года в городе Сосновка.
В 1954 году завершила обучение в Самборском статистическом техникуме по специальности статистик. В 1962 году получила диплом о высшем образование, завершив обучение во Львовском торгово-экономическом институте, по специальности — «Экономика торговли».
В 1954 году устроилась на работу старшим агентом контрольно-учётного бюро Стрыйского отделения Львовской железной дороги в г. Самбор. В 1957 году перешла на работу диспетчером автоколонны Самборского сахарного завода. В 1958 году — инспектор детской комнаты МВД Львовского облисполкома в г. Самбор.
В 1961 году — табельщик, секретарь-машинистка Ремонтно-строительного управления[уточнить].
В 1965 году переезжает в город Воркуту по комсомольской путёвке. В 1968 году назначена заместителем Председателя МК конторы общественного питания УРСа комбината «Воркутауголь». В 1971 году — старший мастер производственного обучения ТКУ УРСа комбината «Воркутауголь». С 1978 года — экономист автобазы комбината «Печоршахтстрой». С 1980 года — инженер по социальному развитию Полярно-Уральского производственного геолого-разведочного объединения.
В 1981 году направлена на работу в город Сыктывкар. Работает начальником торгового отдела, директор комбината питания «Сыктывкар», старший экономист треста столовых и ресторанов.
В 1987 году — вышла на заслуженный отдых по возрасту, но находясь на пенсии, продолжала работать по специальности.
В 1998 году организовала и возглавила Коми-республиканское общественное правозащитное движение пенсионеров «За социальную справедливость», которое действует и по настоящее время и является самой многочисленной (12 000 участников) и активно-действующей общественной организацией.
С 2004 по 2008 год — возглавляла созданную на базе общественной организации Коми региональное отделение политической партии «Российская партия пенсионеров».
В декабре 2011 года баллотировалась в Госдуму по спискам партии «Единая Россия». В результате распределения мандатов была избрана депутатом Государственной думы РФ VI созыва. Срок полномочий завершён 1 декабря 2016 года. Входила в состав комитета Государственной думы по труду, социальной политике и делам ветеранов.
Имеет большой опыт педагогической работы. Преподавала специальные предметы: «Общая теория статистики», «Бухгалтерский учёт», «Корреспонденция и делопроизводство», «Экономика торговли».
Ветеран труда.
В последние дни своей жизни болела лейкемией. Скончалась рано утром 3 июля 2017 года. Не дожила одного дня до 80-летнего юбилея. Похоронена на Краснозатонском кладбище.